# Johan Bakayoko
Saint-Cyr Johan Bakayoko (* 20. April 2003 in Overijse) ist ein belgisch-ivorischer Fußballspieler, der aktuell bei RB Leipzig unter Vertrag steht.

## Karriere

### Vereine
Bakayoko begann beim Oud-Heverlee Löwen mit dem Vereinsfußball und gelangte über den FC Brügge und die KV Mechelen zum RSC Anderlecht. 2019 wechselte er in die Jugendakademie der PSV Eindhoven. 2019/20 spielte er dort bei U19 und U17 gleichzeitig und machte insgesamt sechs Tore in 14 Spielen. Auch in der Folgesaison war er dort aktiv, debütierte aber am 6. November 2020 (11. Spieltag) gegen den FC Den Bosch, als er in der 89. Minute für Kristófer Kristinsson ins Spiel kam. Anschließend kam er immer öfter für die zweite Mannschaft zum Einsatz, spielte aber auch gelegentlich für die A-Junioren. Am 15. März 2021 (30. Spieltag) schoss er bei einem 6:1-Sieg über den Jong FC Utrecht sein erstes Tor für die Mannschaft.
Im Sommer 2025 wechselte Bakayoko zu RB Leipzig.

### Nationalmannschaft
Bakayoko spielte von 2018 bis 2020 für die Nachwuchsnationalmannschaften des KBFV der Altersklassen U15, U16 und U17; nahm jedoch mit ihnen nie an bedeutenden Turnieren teil.
Für die Länderspiele gegen die Nationalmannschaften Schwedens und Deutschlands berief ihn Nationaltrainer Domenico Tedesco erstmals in den Kader der A-Nationalmannschaft. Im ersten Spiel der EM-Qualifikationsgruppe F, beim 3:0-Sieg über die Nationalmannschaft Schwedens in der Gemeinde Solna, unweit von Stockholm, debütierte er mit Einwechslung für Dodi Lukébakio ab der 61. Minute und gab die Vorlage zum 3:0-Endstand durch Romelu Lukaku in der 83. Minute. Beim 3:2-Sieg im Freundschaftsspiel gegen die Nationalmannschaft Deutschlands vier Tage später in Köln wurde er nicht eingesetzt.
Insgesamt wurde er in sieben der acht Qualifikationsspiele eingesetzt und qualifizierte sich mit den Roten Teufeln ungeschlagen für die EM-Endrunde, für die er am 28. Mai 2024 nominiert wurde.

## Erfolge

### PSV Eindhoven
- Niederländischer Meister: 2024
- Niederländischer Pokalsieger: 2022, 2023
- Niederländischer Supercup-Sieger: 2022, 2023